# George Bărbat jr.
George Bărbat jr. (n. 1866, Blaj – d. 1950, Blaj) a fost un deputat în Marea Adunare Națională de la Alba Iulia, organismul legislativ reprezentativ al „tuturor românilor din Transilvania, Banat și Țara Ungurească”, cel care a adoptat hotărârea privind Unirea Transilvaniei cu România, la 1 decembrie 1918.:p. 77

## Biografie
George Bărbat jr, în noiembrie 1918, a fost membru în Garda Națională din Blaj, a fost unul din grupul de circa 20 de tineri, care s-a constituit sub comanda și la inițiativa căpitanului Ioan Munteanu, sosit la Blaj în calitate de trimis al C.N.R.C. din Arad, grup, care în ziua de 5 noiembrie 1918, a dezarmat jandarmeria din Blaj. A mai făcut parte dintr-un grup de 8 tineri, care, în noaptea de 23/24 noiembrie 1918 au asigurat paza avionului, sosit pe Câmpia Libertății din Blaj de la Bacău, avion pilotat de Vasile Niculescu, aducând și pe delegatul căpitan Victor Precup. A făcut paza la sala cercului Militar (azi Sala Unirii) din Alba Iulia, în care s-au întrunit cei 1228 de trimiși ai românilor din Transilvania și "părțile ungurene", la Marea Adunare Națională de la Alba Iulia, din data de 1 decembrie 1918. A decedat la Blaj în 1950, și a fost înmormântat în cimitirul "mare" din Blaj.:p. 16